# Приключения Абди
Приключения Абди (англ. The Adventures of Abdi) — четвёртая книжка для детей, написанная Мадонной.
«Приключения Абди» — самая экзотическая сказка поп-дивы ввиду присутствия места действия на Ближнем Востоке.

## Сюжет
— Безгранична вера, — молвил он. — В жизни тебе предстоит еще немало испытаний. Но ты должен верить: что ни делается, всё к лучшему.
Абди — маленький мальчик-ювелир, которому поручают отнести королеве драгоценное ожерелье, которое сделал его учитель Эли. По дороге Абди обворовывают и он приходит к королю со змеёй, которую подкладывают вместо ожерелья. Король приказывает кинуть мальчика в темницу. Там ему удаётся подружиться со змеёй. С помощью своего наставника Эли и волшебства мальчику удаётся выбраться из заключения и преуспеть со своим заданием.

## Иллюстрации
Иллюстрировали книгу русские художники — семейная пара Андрей и Ольге Дугины, в 1992 эмигрировавшие в Штутгарт, где сейчас и живут.

## Перевод
Книга издана на 40 языках более, чем в 110 странах мира. Мировая премьера состоялась 8 ноября 2004 года, 14 ноября книга появилась в российских магазинах. Перевод книги на русский принадлежит Леониду Яхнину.

## Аудиокнига
В 2005 году первые 5 детских книг в авторском чтении Мадонны также стали доступны в виде аудиокниги на CD под названием Madonna 5 Book: Madonna 5 Audio Books for Children (лейбл Callaway Audio).